# 名誉社員
名誉社員(めいよしゃいん)
- 社団および企業が特別に定める栄誉職のこと[1]。
- 日本赤十字社が定款において定める称号の一つ[2]。

## 名誉社員

### 日本赤十字社における名誉社員
1887年に日本赤十字社と改称し、特別社員および名誉社員制度を新設し、赤十字社の事業に功労ある者に名誉社員称号と名誉社員章が贈られた。
制定当初から戦前にかけては初代社長・佐野常民も同称号を受称しているほか、日本の皇族をはじめ中国清朝の皇族や、大韓帝国皇太子時代の李垠や王世子妃となった李方子（方子女王）、オランダ女王ウィルヘルミナなど、皇族や赤十字の創立者、重職者などにも贈られていた。太平洋戦争後においても当時、皇太子妃となったばかりの上皇后美智子が名誉社員に推戴されている。
今日では広く赤十字活動（出資、奉仕団、献血および献血推進）に功績ある人々に贈られている。また、1975年には来日した英国赤十字社名誉総裁　エリザベス2世に日英両赤十字社の友好関係形成の貢献の功労により、日本赤十字社から同社名誉社員の称号および名誉社員章、金色有功章が贈呈されている。
現在、同社は日本赤十字社法第7条に基づき定款を定めているが、名誉社員称号は日本赤十字社定款第17条第2項にて同社に重要な関係があると認められた人物に理事会の決定で贈呈されること、名誉社員の称号を贈呈する際には名誉社員章と金色有功章が授与することを規定している。

#### 日本赤十字社名誉社員称号の主な受称者
- 佐野常民
- 宣仁親王妃喜久子
- 恒徳王妃光子

### 共同競馬会社に存在した名誉社員
なお、19世紀末の日本では共同競馬会社が同社への寄付者表彰のひとつとして名誉社員の称号を定め、1000円以上の寄付者に対して贈呈された。